# ADGZ
L'ADGZ, la cui designazione completa era M35 mittlerer Panzerwagen, è stata un autoblindo pesante in dotazione dapprima all'esercito della repubblica austriaca e in seguito ai reparti combattenti delle SS tedesche durante la seconda guerra mondiale, che la adoperarono in compiti d'occupazione e mantenimento dell'ordine nei territori occupati.

## Storia

### Sviluppo
Nel 1934 l'Österreichisches Bundesheer, l'esercito federale austriaco, si rivolse alla Austro-Daimler Puchenwerke AG per la realizzazione di un autoblindo pesante: la ditta terminò le tavole del veicolo nello stesso anno, quando fu comprata e assorbita dalla Steyr. Quest'ultima azienda si fece carico della fabbricazione del veicolo, la cui denominazione ufficiale recitava "Steyr M35 mittlerer Panzerwagen". In seguito si diffuse anche il nome "ADGZ".

### Produzione
La linea d'assemblaggio cominciò a lavorare prima della fine del 1934 e il primo esemplare prese servizio nelle forze armate nel 1935: la costruzione durò fino al 1937 con un totale di 27 veicoli consegnati. Una fonte riporta invece che prima della perdita dell'indipendenza l'Austria aveva fabbricato 38 autoblindo. Nel 1941, quando l'Austria era già da tre anni parte integrante del Terzo Reich, il comandante supremo delle SS Heinrich Himmler ordinò la costruzione di ulteriori 25 unità per fornire supporto corazzato alle prime grandi unità delle Waffen-SS, che non avevano accesso al meglio degli armamenti riservato all'esercito regolare, comunque non interessato alle autoblinde austriache.

### Impiego operativo
L'esercito austriaco immise in servizio 12 esemplari dell'autoblindo mentre i restanti 15 andarono alla polizia. Il 12 marzo 1938 la Germania di Adolf Hitler occupò senza colpo ferire il paese. Le M35 furono subito requisite, distribuite alle unità della polizia militare e anche ad alcune formazione combattenti delle SS: in particolare, è noto che la SS Heimwehr Danzig adoperò alcuni di questi veicoli nel corso dell'attacco all'ufficio postale di Danzica, avvenuto la mattina del 1º settembre 1939.
Il 22 giugno 1941 la Germania nazista lanciò l'imponente Operazione Barbarossa, cogliendo importanti successi tattici. Una parte delle ADGZ ebbero sostituita l'originale torretta con quella dei carri leggeri T-26 modello 1933, equipaggiata con un cannone M1932 da 45 mm e una mitragliatrice coassiale Degtjarëv DT da 7,62 mm: esse vennero poi inviate a reparti SS impegnati a mantenere l'ordine nelle retrovie sia sul fronte orientale sia nella regione balcanica, dove operava tra le altre la 7. SS-Freiwilligen-Gebirgs-Division "Prinz Eugen". Dopo due anni di lotta antipartigiana e servizio poliziesco, poche ADGZ erano sopravvissute e tutte quante versavano in pessime condizioni meccaniche; furono dunque gradatamente ritirate entro il 1944 e relegate a compiti di addestramento.

## Caratteristiche

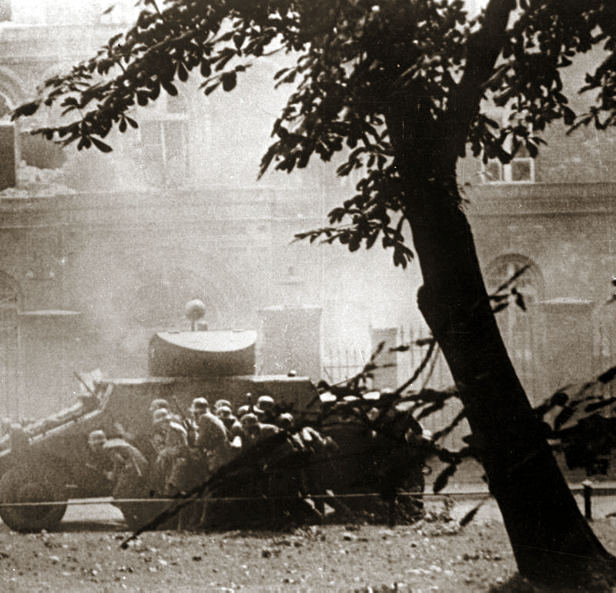
Una delle ADGZ catturate dai tedeschi appoggia l'attacco a Danzica

L'ADGZ era un autoblindo dal peso complessivo di ben 12 tonnellate, lungo oltre 6 metri, alto più di 2,50 metri e reso peculiare dalla possibilità di essere pilotato da entrambe le estremità, un grande vantaggio in caso di rapida ritirata. Il mezzo era spinto dal motore Austro-Daimler M612, un apparato a 6 cilindri da 12 litri raffreddato a liquido ed erogante 150 hp a 1.800 giri al minuto; era accoppiato a un cambio con tre marce avanti e tre indietro con riduttore. La velocità massima raggiungibile su strada era di 70 km/h, davvero buona vista la mole dell'autoblindo, e l'autonomia arrivava a ben 450 chilometri sempre su vie asfaltate. L'armamento era paragonabile a quello di un carro armato leggero ed era suddiviso tra la grossa, squadrata torretta e il massiccio scafo: la prima ospitava un cannone automatico KwK 35 da 20 mm lungo 45 calibri (L/45) e una mitragliatrice MG 34 da 7,92 mm; nel secondo, la cui corazzatura massima era spessa 11 mm, erano installate altre due MG 34. Il corpo del veicolo poggiava su otto ruote a trazione integrale, di cui quelle centrali erano doppie. L'equipaggio consisteva di 6 uomini sebbene una fonte affermi che potesse contarne da 4 a 6.